# 埃爾德里奇海崖
埃爾德里奇海崖（英語：Eldridge Bluff），是南極洲的海崖，位於維多利亞地的博克格雷溫克海岸，處於飛行員冰川以南的科斯莫諾特冰川西岸，長9公里，美國地質調查局根據測量和該國海軍的空中照片繪入地圖，現時由南極條約體系管理。